# Egységes Párt
Az Egységes Párt (EP), hivatalos nevén Keresztény-Keresztyén Földmíves-, Kisgazda- és Polgári Párt (1922–1932, Nemzeti Egység Pártja: 1932–1938 között, 1939 után Magyar Élet Pártja) a két világháború között működött magyarországi politikai párt volt, mely fennállása során, többszöri átalakulása és névváltoztatása ellenére minden választást megnyert.

## Története

### Egységes Párt
Az Egységes Párt az első világháborút követő politikai zűrzavar (őszirózsás forradalom, tanácsköztársaság, trianoni sokk, restaurációk stb.) konszolidálása érdekében az 1921. április 14-e óta kormányzó Bethlen István miniszterelnök által tett számos lépés (pl. Bethlen–Peyer-paktum) egyikeként jött létre. A Bethlen vezette Keresztény Nemzeti Egyesülés Pártja (KNEP) 1922-re jelentősen meggyengült, mivel tagjainak többsége nyíltan és fegyveresen támogatta IV. Károly rendre kudarcba fulladt visszatérési kísérleteit.  Az 1920-as választások két legsikeresebb pártja, a Nagyatádi-Szabó István vezette Országos Kisgazda- és Földműves Párt és a kormányon levő KNEP 1922. február 2-án Keresztény-Keresztyén Földmíves-, Kisgazda- és Polgári Párt néven egyesült. (A KNEP részben beolvadt az FKGP-be, de 1922-ben még néhol önállóan is indult) Az így létrejött új párt (népszerűbb nevén Egységes Párt) agrárpártból széles gyűjtőpárttá válva megnyerte az 1922-es választásokat és folytathatta konszolidációs politikáját. Az új párt elnöke névleg Nagyatádi-Szabó István maradt, és hivatalos irányvonala a kisgazdákéhoz állt közelebb, a valóságban azonban az idő haladtával egyre inkább távolodott attól. A Bethlen politikájával kevésbé szimpatizáló, illetve azt nem támogató kisgazdák végül 1930. október 12-én kiváltak és Békésen egy új, tisztán kisgazda pártot alapítottak Független Kisgazda-, Földmunkás- és Polgári Párt néven, melynek elnökévé Szijj Bálintot, alelnökévé Tildy Zoltánt, országos főtitkárává pedig Nagy Ferencet választották.
A parlamentben jelen lévő keresztény pártok támogatásával mindvégig biztos többséggel kormányzó párt sikerei csúcsára 1926-ban ért; ekkor a választásokon egymaga kétharmados többséget szerzett az akkor 245 fős parlamentben. Bethlen és vele együtt az Egységes Párt politikájának bukását végül a nagy gazdasági világválság okozta. Bethlen lemondása (1931) után a helyére lépő Károlyi Gyula-kormány sem tudott úrrá lenni a gazdasági világválság okozta problémákon, hiába lepleztek le egy szélsőjobboldali puccskísérletet novemberben, illetve végezték ki a hazai kommunista mozgalom két vezetőjét 1932 júliusában, a kényszerű megszorításokba belebukott a kormány. A pártban ebből adódóan kialakult belső ellentétekből és csatározásokból az akkor már ismét alelnök Gömbös Gyula került ki győztesen, miután Bethlen elutasította az újbóli megkeresést, így a Gömbös-kormány feladata lett az ország kivezetése a (világ)válságból. Habár Bethlen névleg nem, a színfalak mögött azonban továbbra is kontrollt gyakorolt a parlament felett, s bár Gömbös nagyobb teret kapott, a miniszterelnökségért cserébe Bethlennel kötött kompromisszum értelmében le kellett mondania reformelképzelései többségéről és miniszterei kiválasztásába sem szólhatott bele. Gömbös programját 95 pontban, „Nemzeti Munkaterv” néven fogalmazta meg. Noha számos hozzáértő ember segített a program megírásában, meglehetősen demagóg és önellentmondásoktól sem mentes lett, ennek ellenére sikerült elérnie a kormány iránti bizalom erősödését. A kormány, programját támogatandó, 1933-ban Függetlenség címmel új bulvárlapot, 1934-ben Új Magyarság címmel az igényesebb középrétegeknek szóló újságot indított. Szintén az újítást és az elhivatottságot bizonyítandó, a pártot 1932. október 27-én hivatalosan is átkeresztelték a Nemzeti Egység Pártja névre.
| Választási eredmények | Szavazatok száma (alapválasztás) | Szavazatok aránya (alapválasztás) | Szavazatok száma (pótválasztás) | Szavazatok aránya (pótválasztás) | Mandátumok száma (össz.) | Mandátumok aránya (össz.) | Parlamenti szerepe |
| --------------------- | -------------------------------- | --------------------------------- | ------------------------------- | -------------------------------- | ------------------------ | ------------------------- | ------------------ |
| 1922-es*              | 623 201                          | 38,18%                            | 152 508                         | 36,62%                           | 140 (118+22)             | 57,38%                    | kormánypárt        |
| 1926-os**             | 579 564                          | 50,68%                            | 29 391                          | 84,23%                           | 170 (165+5)              | 69,38%                    | kormánypárt        |
| 1931-es               | 687 732                          | 45,53%                            | ?                               | ?                                | 158 (151+7)              | 64,48%                    | kormánypárt        |

* A pótválasztás 60 mandátumról döntött

**A pótválasztás mindössze 7 parlamenti mandátumról döntött

### Nemzeti Egység Pártja

A Nemzeti Egység Pártjának jelképe

Gömbös Gyula miniszterelnöki kinevezése után a reformok iránti elkötelezettséget demonstrálandó 1932. október 27-én az Egységes Párt az addig hivatalos Keresztény-Keresztyén Földmíves-, Kisgazda- és Polgári Párt megnevezést a Nemzeti Egység Pártja (NEP) névvel váltotta fel. Az „új” párt azonnal nekilátott tömegbázisa kiépítéséhez és szerves egységgé alakulásához, addig szokatlan módon fizetett pártszervezőkkel, erős propagandatámogatás mellett. A reklámhadjárat során a „Nemzeti Munkaterv” erősen demagóg volta, illetve belső ellentmondásai ismét felszínre kerültek. Ezeket Gömbös többnyire látszatintézkedésekkel, illetve figyelemeltereléssel (például a horogkeresztes jelvények használatának betiltása) igyekezett elleplezni, mivel a Bethlennel kötött kompromisszumot és vele a kötöttségeket nem tudta érdemben lerázni. Gömbös ügyes manőverezései révén a párt (és vele ő sem) bukott bele a világválságba, sem az I. Sándor jugoszláv király elleni 1934-es, marseille-i merénylet vizsgálataiba, melynek során kiderült, hogy az eseményt kitervelő és végrehajtó horvát usztasák rövid ideig Jankapusztán is tartózkodtak. Noha Olaszország részvétele a gyilkosságban sokkal valószínűsíthetőbb volt, mégis Magyarországot tette meg a kisantant bűnbaknak az ügyben. A sikeres magyar diplomácia révén azonban nem sikerült súlyosan elmarasztaló ítéletet kicsikarniuk a Népszövetség Tanácsától; az Magyarországra bízta az esetleges felelősök, résztvevők felkutatását és megbüntetését.
Gömbös az 1930-ban kivált, ellenzéki kisgazdák (Független Kisgazda-, Földmunkás- és Polgári Párt) növekvő népszerűsége láttán 1934 elején titkos választási paktumot ajánlott Eckhardt Tiboréknak. Az 1934 májusában megkötött egyezség értelmében Eckhardt, a kisgazdák elnöke lett Magyarország népszövetségi megbízottja (előtte soha ellenzéki politikus nem töltötte be ezt a tisztséget), cserébe a Bethlent a párton belülről támadó Gömböst segítették a parlamentben, valamint az esedékes, 1935-ös választásokon minimalizálták az egymás közti versengést.
Az így két tűz közé került Bethlen kénytelen volt engedni Gömbösnek, aki immár saját elképzelései szerint alakíthatta át kormányát. A bethlenista miniszterek leváltása, illetve a hadsereg vezetőjének és több magas rangú tisztnek a nyugdíjazása, pontosabban a helyükre németbarát, Gömbös-párti tisztek kinevezése ellen tiltakozásul Bethlen és köre, valamint több leváltott miniszter is kilépett a pártból.
A NEP-et gyűjtőpárttá szervező intézkedések eközben lassan beértek az 1935-ös választásokra – ekkorra már szinte minden településen működött helyi pártszervezet, összesen mintegy 70 ezer pártaktivistával, ami meghozta a várt választási sikert is: az 1931-es választásokhoz képest 13 mandátummal többet, 171-et sikerült begyűjteniük. Választási sikerei ellenére antidemokratikus intézkedései és törekvései, a diktatúra bevezetése érdekében tett lépései (pl. korporációs rendszer kiépítésének megkezdése) gyakorlatilag egy tömbbe kovácsolták Gömbös ellen a párt belső ellenzékétől a szociáldemokratákig az összes parlamenti szereplőt. Támadásaikat semlegesítendő, a kormány számos szociálpolitikai intézkedést vezetett be, köztük a 48 órás munkahetet, valamint elhangzott egy átfogó földreform ígérete, a tömegek azonban ezt már nem hitték el. A párton, illetve a parlamenten, sőt a kormányon belül is komoly nézeteltérések, kemény politikai harcok kezdődtek, melyek lezárására 1936-ra már Horthy is Gömbös elmozdítását látta a legjobb megoldásnak; ezt azonban Gömbös súlyosbodó betegsége, majd október 6-i halála miatt már nem kellett megtennie.
A helyébe lépő Darányi Kálmán feladata a Gömbössel előretört jobboldali radikalizmus visszaszorítása lett. A várakozásoknak megfelelően leépítette a pártapparátust, a vezető pozíciókba mérsékelt konzervatívokat ültetett, betiltotta a Nemzet Akaratának Pártját, illetve a Magyar Nemzeti Szocialista Pártot, vezetőiket (Szálasi Ferencet és Böszörmény Zoltánt) pedig börtönbe csukatta, valamint komoly szankciókat léptetett életbe a MOVE ellen is. Kezdeti határozott fellépése azonban 1937-38-ra teljesen elolvadt; Hitler sikerei, valamint a szélsőjobb erőteljes térnyerése az intézkedések ellenére teljesen elbizonytalanították. Betiltásuk helyett egyes követeléseik teljesítésével (pl zsidótörvény-javaslatok) igyekezett lecsillapítani őket, azonban ez csak olaj volt a tűzre. Az Anschluss után teljesen feladta a küzdelmet: engedélyezte Szálasi újabb pártjának megalapítását, és leült velük tárgyalni, hogy esetleges pozíciókért cserébe alkotmányos ellenzéki szerepbe erőltesse a nyilasokat.
Az események láttán a konzervatívok, Bethlen Istvánnal és Károlyi Gyulával az élen megvonták bizalmukat a kormányfőtől. A kialakult párton belüli viták és az azon kívüli kaotikus állapotok (Horthy már rádióbeszédben próbálta nyugtatni a kedélyeket: „(…) a rendet és a nyugalmat ebben az országban büntetlenül nem fogja zavarni senki”) láttán Darányi 1938. május 12-én benyújtotta lemondását. Helyét a sokkal karizmatikusabb Imrédy Béla foglalta el. Imrédy rendpárti intézkedései nyomán ismét számos szélsőjobboldali, illetve szélsőbaloldali, vagy annak tartott pártot és egyéb szervezetet, lapot tiltottak be, valamint Szálasit ismét lecsukták és ezúttal három évnyi börtönre ítélték.
Az első bécsi döntés úgy tűnt, Imrédyt megerősíti pozíciójában, azonban mikor a németek jelezték, hogy Magyarország provokatívabb fellépéssel Kárpátalját is visszakaphatta volna, a párton belüli ellentétek ismét felszínre kerültek, amin már a kormányátalakítás sem segített. A házszabály-revízió kapcsán (mely a parlamentet látszatszereplővé süllyesztette volna) 58 képviselő kilépett a pártból, így történelme során először a kormánypárt kisebbségbe került a parlamentben. Az események hatására Imrédy benyújtotta lemondását, azt azonban a kormányzó nem fogadta el.
Az újjáalakult vezetést segítette a visszacsatolt területekről érkező 16 képviselő, akik mind a NEP-pel szimpatizáltak. A párt erősítése érdekében Imrédy 1939. január 6-án elindította a Magyar Élet Mozgalmat, melynek célja a legkülönfélébb társadalmi rétegek egyesítése volt a nemzeti egység jelszava alatt, hogy így kerülhesse meg a parlamentet. Az eseményeket övező belpolitikai válság megoldására Imrédy elmozdítása volt az egyetlen lehetőség, melyhez a segítséget az ellenzék szolgáltatta. Nekik sikerült kideríteniük, hogy Imrédy egyik dédanyja zsidó volt. Az ezt igazoló bizonyítékok hatására február 15-én beadta lemondását, helyét Teleki Pál vette át.
| Választási eredmények | Szavazatok száma (alapválasztás) | Szavazatok aránya (alapválasztás) | Szavazatok száma (pótválasztás) | Szavazatok aránya (pótválasztás) | Mandátumok száma (össz.) | Mandátumok aránya (össz.) | Parlamenti szerepe |
| --------------------- | -------------------------------- | --------------------------------- | ------------------------------- | -------------------------------- | ------------------------ | ------------------------- | ------------------ |
| 1935-ös               |                                  |                                   |                                 |                                  | 171                      | 69,79%                    | kormánypárt        |

### Magyar Élet Pártja

A Magyar Élet Pártjának jelképe

A Magyar Élet Mozgalom és Teleki megegyezése nyomán a mozgalom beolvadt a pártba. Az újraegyesített kormánypárt 1939. február 2-án felvette a Magyar Élet Pártja nevet, miközben a németek jóváhagyásával Magyarország önálló akció során Kárpátalja teljes egészét elfoglalta és területét a Magyar Királysághoz csatolta, melyért „cserében” beiktatták a „második zsidótörvényt”, az 1939. évi IV. törvénycikket. A viszonylag stabilizált belpolitikai légkörben a revízió újabb sikerével a háta mögött Teleki javaslatára Horthy feloszlatta az országgyűlést, és kiírta az újabb választásokat.
Az eredmények minden elvárást felülmúltak, a két választás közötti területi gyarapodás révén 245-ről 260 fősre növekedett parlamentben a MÉP 187 helyet szerzett meg, amellyel kényelmes, kétharmados többséghez jutott az új törvényhozásban.
| Választási eredmények | Szavazatok száma (alapválasztás) | Szavazatok aránya (alapválasztás) | Szavazatok száma (pótválasztás) | Szavazatok aránya (pótválasztás) | Mandátumok száma (össz.) | Mandátumok aránya (össz.) | Parlamenti szerepe |
| --------------------- | -------------------------------- | --------------------------------- | ------------------------------- | -------------------------------- | ------------------------ | ------------------------- | ------------------ |
| 1939-es*              | 1 057 879                        | 48,24%                            | 38 625                          | 46,23%                           | 181 (177+4)              | 69,62%                    | kormánypárt        |

* A pótválasztások mindössze 8 mandátumról döntöttek

## Emlékezete
- A Nemzeti Egység Pártja és annak egyes képviselői, vezetői többször felbukkannak Kondor Vilmos magyar író Budapest noir című bűnügyi regényében.
- Veres Péter Almáskert című elbeszélésében írja: „Nahát ez az úr volt már minden: kisgazdapárti képviselőjelölt, fővárosi bizottsági tag a Bethlen pártjában és ki tudja mi még.”